# Lista de instituições governamentais federais do Brasil
Esta é uma lista das instituições governamentais federais do Brasil, previstas por lei ou decreto federal.

## Poder Legislativo
- Congresso Nacional
- Interlegis

### Câmara dos Deputados
- Mesa Diretora
- Centro de Estudos e Debates Estratégicos
- Ouvidoria Parlamentar
- Procuradoria Parlamentar
- Corregedoria Parlamentar
- Comissões
- Colégio de Líderes
- Conselho de Ética e Decoro Parlamentar
- Deputados (Gabinetes)
- Diretoria-Geral (DG)
- Assessoria Técnica da Diretoria-Geral (Atec)
  - Assessoria de Projetos e Gestão (Aproge)
  - Departamento de Apoio Parlamentar (Deapa)
  - Departamento de Polícia Legislativa (Depol)
- Diretoria Administrativa (Dirad)
  - Centro de Informática (Cenin)
  - Departamento de Finanças, Orçamento e Contabilidade (Defin)
  - Departamento de Material e Patrimônio (Demap)
  - Departamento Técnico (Detec)
- Diretoria Legislativa (Dileg)
  - Centro de Documentação e Informação (Cedi)
  - Consultoria Legislativa (Conle)
  - Consultoria de Orçamento e Fiscalização Financeira (Conof)
  - Departamento de Comissões (Decom)
  - Departamento de Taquigrafia, Revisão e Redação (Detaq)
- Diretoria de Recursos Humanos (DRH)
  - Departamento de Pessoal (Depes)
  - Secretaria Executiva da Comissão do Pecúlio
  - Centro de Formação, Treinamento e Aperfeiçoamento (Cefor)
  - Departamento Médico (Demed)
  - Secretaria Executiva do Pró-Saúde
- Secretaria-Geral da Mesa (SGM)
  - Assessoria Técnico-Jurídica da Secretaria-Geral da Mesa
- Secretaria da Mulher
- Secretaria de Relações Internacionais
- Secretaria de Comunicação Social (Secom)
- Secretaria de Controle Interno (Secin)

### Senado Federal
- Corregedoria Parlamentar
- Procuradoria Parlamentar
- Conselho de Comunicação Social - CCS
- Conselho de Ética e Decoro Parlamentar
- Ouvidoria do Senado Federal
- Procuradoria Especial da Mulher
- Conselho de Estudos Políticos do SF
- Comissões Permanentes
- Representação Brasileira no Parlamento do Mercosul
- Gabinete
  - Conselho de Transparência e Controle Social
  - Secretaria de Transparência
  - Secretaria de Relações Internacionais
  - Assessoria Especial da Presidência
  - Assessoria Técnica
  - Assessoria de Imprensa
  - Cerimonial da Presidência
  - Gabinetes de senadores
- Gabinetes de liderança
  - Comitê de Governança Corporativa e Gestão Estratégica
  - Conselho Editorial
  - Secretaria de Controle Interno
  - Consultoria Legislativa
  - Conselho de Supervisão do SIS
  - Conselho de Supervisão do ILB
  - Advocacia do Senado Federal
  - Consultoria de Orçamento, Fiscalização e Controle.
- Secretaria Geral da Mesa
  - Secretaria de Apoio a Conselhos e Órgãos do Parlamento – SCOP
  - Secretaria de Comissões – SCOM
  - Secretaria de Autógrafos e Correspondências Oficiais - SEAUT
  - Secretaria de Gestão Legislativa do Congresso Nacional – SGLCN
  - Secretaria de Gestão Legislativa do Senado Federal – SGLSF
  - Secretaria de Reg. Leg. de Plenários e de Elab. de Diários - SRELED
  - Secretaria de Taquigrafia e Redação de Debates Legislativos - STQR
- Diretoria Geral
  - Secretaria de Administração de Contratos - SADCON
  - Secretaria de Editoração e Publicações - SEGRAF
  - Secretaria de Finanças, Orçamento e Contabilidade – SAFIN
  - Secretaria de Gestão de Informação e Documentação – SGIDOC
  - Secretaria de Gestão de Pessoas - SEGP
  - Secretaria de Infraestrutura - SINFRA
  - Secretaria Integrada de Saúde - SIS
  - Secretaria de Patrimôno - SPATR
  - Secretaria de Polícia Legislativa - SPSF
  - Secretaria de Tecnologia da Informação Prodasen - PRDSTI
- Secretaria de Comunicação Social
  - Secretaria Agência e Jornal do Senado – SAJS
  - Secretaria Rádio Senado – SRSF
  - Secretaria Tv Senado - STVSEN
  - Secretaria de Relações Públicas – SRPSF
- Instituto Legislativo Brasileiro (ILB)

## Poder Executivo

### Presidência da República
- Gabinete Adjunto de Gestão Interna

1. Diretoria de Gestão Interna
2. Diretoria de Documentação Histórica
3. Diretoria Curatorial dos Palácios Presidenciais

- Gabinete Adjunto de Agenda
- Gabinete Adjunto de Informações em Apoio à Decisão
- Assessoria Especial de Apoio ao Processo Decisório
- Ajudância de Ordens
- Cerimonial da Presidência da República
- Secretaria Extraordinária de Segurança Imediata do Presidente da República

1. Gabinete
2. Assessoria Especial
3. Diretoria de Articulação para Segurança
4. Diretoria de Administração e Logística
5. Diretoria de Segurança Imediata
6. Diretoria de Segurança de Eventos e Viagens

### Vice-Presidência da República
- Gabinete do Vice-Presidente da República
- Diretoria de Administração
- Diretoria de Assuntos Econômicos e Sociais
- Diretoria Diplomática
- Assessoria Especial de Comunicação
- Diretoria Parlamentar
- Ajudância de Ordens

### Órgãos comstatusde Ministério

#### Advocacia-Geral da União(AGU)
- Órgãos de direção superior:
  1. Secretaria-Geral de Consultoria
  2. Secretaria-Geral de Contencioso
  3. Consultoria-Geral da União
  4. Corregedoria-Geral da Advocacia da União
  5. Procuradoria-Geral da União
- Órgãos de execução: Procuradorias Regionais da União
- Órgãos específicos singulares:
  1. Escola Superior da Advocacia-Geral da União Ministro Victor Nunes Leal
- Órgãos colegiados:
  1. Conselho Superior da Advocacia-Geral da União
- Procuradoria-Geral Federal

#### Casa Civil
- Órgãos específicos singulares[2]:
  1. Secretaria Especial de Análise Governamental
  2. Secretaria Especial para Assuntos Jurídicos
  3. Secretaria Especial de Relações Governamentais
  4. Secretaria Especial de Articulação e Monitoramento
  5. Secretaria Especial para o Programa de Parcerias e Investimentos
  6. Imprensa Nacional
- Agência Brasileira de Inteligência (Abin)

- Autarquia vinculada:
  1. Instituto Nacional de Tecnologia da Informação

#### Controladoria-Geral da União(CGU)
- Órgãos específicos singulares:
  1. Secretaria Federal de Controle Interno
  2. Ouvidoria-Geral da União
  3. Corregedoria-Geral da União
  4. Secretaria de Integridade Privada
  5. Secretaria de Integridade Pública
  6. Secretaria Nacional de Acesso à Informação
- Unidades descentralizadas: Controladorias Regionais da União nos Estados
- Órgãos colegiados:
  1. Conselho de Transparência Pública e Combate à Corrupção
  2. Comissão de Coordenação de Controle Interno

#### Gabinete de Segurança Institucional da Presidência da República(GSI)
- Órgãos específicos singulares:
  1. Secretaria de Segurança e Coordenação Presidencial
  2. Secretaria de Coordenação de Sistemas
    1. Departamento de Coordenação Nuclear
    2. Departamento de Acompanhamento de Assuntos Espaciais

  3. Secretaria de Assuntos de Defesa e Segurança Nacional
    1. Departamento de Assuntos de Defesa e Segurança Nacional
    2. Departamento de Assuntos da Câmara de Relações Exteriores e Defesa Nacional - Creden

  4. Secretaria de Segurança da Informação e Cibernética
- Órgãos descentralizados: Escritórios de Representação

### Secretarias comstatusde Ministério

#### Secretaria de Comunicação Social da Presidência da República (Secom)
- Órgãos específicos singulares:

1. Secretaria de Imprensa:
2. Secretaria de Análise, Estratégia e Articulação
3. Secretaria de Publicidade e Patrocínios
4. Secretaria de Comunicação Institucional
5. Secretaria de Produção e Divulgação de Conteúdo Audiovisual
6. Secretaria de Políticas Digitais

Entidade vinculada:
- Empresa Brasil de Comunicação (EBC)

#### Secretaria de Relações Instucionais da Presidência da República(SRI)
- Órgãos específicos singulares:
  1. Secretaria Especial de Assuntos Federativos
  2. Secretaria Especial de Acompanhamento Governamental
  3. Secretaria Especial de Assuntos Parlamentares
  4. Secretaria-Executiva do Conselho de Desenvolvimento Econômico Social Sustentável

#### Secretaria-Geral da Presidência da República(SGPR)
- Órgãos específicos singulares:
  1. Secretaria Nacional de Participação Social
  2. Secretaria Nacional de Diálogos Sociais e Articulação de Políticas Públicas
  3. Secretaria Nacional de Juventude
  4. Secretaria Nacional de Relações Político-Sociais
- Órgãos colegiados:

1. Comissão Nacional para os Objetivos de Desenvolvimento Sustentável
2. Conselho Nacional de Fomento e Colaboração
3. Conselho Nacional de Segurança Alimentar e Nutricional
4. Conselho Nacional de Juventude
5. Comissão Nacional de Agroecologia e Produção Orgânica

### Ministério da Agricultura e Pecuária(MAP)
Órgãos específicos singulares
- Secretaria de Política Agrícola
- Secretaria de Defesa Agropecuária
- Secretaria de Inovação, Desenvolvimento Sustentável, Irrigação e Cooperativismo

1. Comissão Executiva do Plano da Lavoura Cacaueira
2. Instituto Nacional de Meteorologia

- Secretaria de Comércio e Relações Internacionais

Unidades descentralizadas
- Superintendências Federais de Agricultura, Pecuária e Abastecimento (por estados e vinculadas diretamente à Secretaria-Executiva do Ministério)
- Laboratórios Federais de Defesa Agropecuária
- Superintendências Regionais de Desenvolvimento da Lavoura Cacaueira
- Distritos de Meteorologia (unidades descentralizadas diretamente subordinadas ao INMET)

Órgãos colegiados
- Comitê Gestor Interministerial do Seguro Rural
- Comissão Coordenadora da Criação do Cavalo Nacional
- Comissão Especial de Recursos
- Conselho Deliberativo de Política do Café
- Conselho Nacional de Política Agrícola
- Comitê Estratégico do Programa Nacional de Levantamento e Interpretação de Solos do Brasil

Entidades vinculadas
- Empresa pública:

1. Empresa Brasileira de Pesquisa Agropecuária (Embrapa)

### Ministério das Cidades (MCID)
Órgãos específicos singulares
- Secretaria Nacional de Desenvolvimento Urbano e Metropolitano
- Secretaria Nacional de Mobilidade Urbana
- Secretaria Nacional de Saneamento Ambiental
- Secretaria Nacional de Habitação
- Secretaria Nacional de Periferias

Órgãos colegiados
- Conselho das Cidades
- Conselho Curador do Fundo de Desenvolvimento Social
- Conselho Gestor do Fundo Nacional de Habitação de Interesse Social
- Comitê Interministerial de Saneamento Básico
- Comitê de Participação do Fundo de Arrendamento Residencial

Entidades vinculadas
- Empresas públicas

1. Companhia Brasileira de Trens Urbanos (CBTU)
2. Empresa de Trens Urbanos de Porto Alegre S.A. (Trensurb)
3. Veículo de Desestatização MG Investimentos S.A. (VDMG Investimentos)

### Ministério da Ciência, Tecnologia e Inovação(MCTI)
Órgãos específicos singulares
- Secretaria de Políticas e Programas Estratégicos
- Secretaria de Ciência e Tecnologia para o Desenvolvimento Social
- Secretaria de Desenvolvimento Tecnológico e Inovação
- Secretaria de Ciência e Tecnologia para Transformação Digital

Unidades de pesquisa
- Centro de Tecnologia da Informação Renato Archer
- Centro Brasileiro de Pesquisas Físicas
- Centro de Tecnologia Mineral
- Centro de Tecnologias Estratégicas do Nordeste
- Centro Nacional de Monitoramento e Alertas de Desastres Naturais
- Instituto Nacional de Pesquisas da Amazônia
- Instituto Nacional de Pesquisas Espaciais
- Instituto Nacional de Tecnologia
- Instituto Nacional do Semiárido
- Instituto Brasileiro de Informação em Ciência e Tecnologia
- Instituto Nacional da Mata Atlântica
- Instituto Nacional de Águas
- Instituto Nacional de Pesquisa do Pantanal
- Laboratório Nacional de Astrofísica
- Laboratório Nacional de Computação Científica
- Museu de Astronomia e Ciências Afins
- Museu Paraense Emílio Goeldi
- Observatório Nacional

Órgãos colegiados
- Comissão de Coordenação das Atividades de Meteorologia, Climatologia e Hidrologia
- Comissão Técnica Nacional de Biossegurança
- Conselho Nacional de Ciência e Tecnologia
- Conselho Nacional de Controle de Experimentação Animal
- Conselho Nacional de Informática e Automação

Entidades vinculadas
- Autarquias:

1. Agência Espacial Brasileira (AEB)
2. Comissão Nacional de Energia Nuclear (CNEN)

- Fundação:

1. Conselho Nacional de Desenvolvimento Científico e Tecnológico - CNPQ

- Empresas públicas:

1. Centro Nacional de Tecnologia Eletrônica Avançada S.A. - CEITEC
2. Financiadora de Estudos e Projetos (Finep)

Unidades descentralizadas
- Órgãos regionais

Organizações sociais e outras unidades vinculadas
- Instituto de Desenvolvimento Sustentável Mamirauá (organização social fomentada e supervisionada pelo MCTI)
- Centro de Gestão e Estudos Estratégicos
- Institutos Nacionais de Ciência e Tecnologia (101 centros de pesquisa multicêntricos; programa conduzido por meio do CNPq, CAPES, BNDES, FINEP e diversas fundações de amparo à pesquisa estaduais)
- Instituto Nacional de Biotecnologia Estrutural e Química Medicinal em Doenças Infecciosas (iniciativa conjunta; INCTs/CNPq)
- Instituto de Matemática Pura e Aplicada (organização social fomentada e supervisionada pelo MCTI e MEC)
- Centro Nacional de Pesquisa em Energia e Materiais (organização social fomentada e supervisionada pelo MCTI)
  1. Laboratório Nacional de Luz Síncrotron
  2. Laboratório Nacional de Biociências
  3. Laboratório Nacional de Biorrenováveis
  4. Laboratório Nacional de Nanotecnologia
- Rede Nacional de Ensino e Pesquisa (organização social vinculada, fomentada e supervisionada pelo MCTI, MEC, Ministério da Cultura, Ministério da Saúde e Ministério da Defesa)
- Associação Brasileira de Pesquisa e Inovação Industrial (organização social fomentada e supervisionada pelo MCTI)

### Ministério das Comunicações  (MCom)
Órgãos específicos singulares:
- Secretaria de Comunicação Social Eletrônica
- Secretaria de Telecomunicações

Órgãos colegiados:
- Conselho Gestor do Fundo para o Desenvolvimento Tecnológico das Telecomunicações - Funttel
- Conselho Gestor do Fundo de Universalização dos Serviços de Telecomunicações - Fust

Entidades vinculadas:
- Autarquia:

1. Agência Nacional de Telecomunicações - Anatel

- Empresas públicas:

1. Empresa Brasileira de Correios e Telégrafos - ECT
2. Empresa Brasil de Comunicação - EBC

- Sociedade de economia mista:

1. Telecomunicações Brasileiras S.A. - Telebras

### Ministério da Cultura(MinC)
Órgãos específicos singulares
- Secretaria de Cidadania e Diversidade Cultural
- Secretaria de Direitos Autorais e Intelectuais
- Secretaria de Economia Criativa e Fomento Cultural
- Secretaria de Formação, Livro e Leitura
- Secretaria do Audiovisual
- Secretaria dos Comitês de Cultura

Órgão colegiados
- Conselho Nacional de Política Cultural
- Comissão Nacional de Incentivo à Cultura
- Comissão do Fundo Nacional da Cultura
- Conselho Superior de Cinema

Entidades vinculadas
- Autarquias
  1. Agência Nacional do Cinema (Ancine)
  2. Instituto do Patrimônio Histórico e Artístico Nacional (IPHAN)
  3. Instituto Brasileiro de Museus (IBRAM)
- Fundações

1. Fundação Casa de Rui Barbosa (FCRB)
2. Fundação Cultural Palmares (FCP)
3. Fundação Nacional de Artes (Funarte)
4. Fundação Biblioteca Nacional (FBN)

### Ministério da Defesa(MD)
Órgãos de assessoramento
- Conselho Militar de Defesa
- Estado Maior Conjunto das Forças Armadas

1. Chefia de Operações Conjuntas
2. Chefia de Assuntos Estratégicos
3. Chefia Logística e Mobilização
4. Chefia de Educação e Cultura

Órgão central de direção
- Secretaria-Geral

1. Programa Calha Norte

Órgãos específicos singulares
- Secretaria de Orçamento e Organização Institucional
- Secretaria de Produtos de Defesa
- Secretaria de Pessoal, Saúde, Desporto e Projetos Sociais
- Centro Gestor e Operacional do Sistema de Proteção da Amazônia (Sipam)

Órgãos de estudo, de assistência e de apoio
- Escola Superior de Guerra
- Representação do Brasil na Junta Interamericana de Defesa (Junta Interamericana de Defesa)
- Hospital das Forças Armadas
- Escola Superior de Defesa

Órgãos colegiados
- Conselho Superior de Governança
- Conselho Deliberativo do Sistema de Proteção da Amazônia (Consipam)

Forças Armadas
- Comando da Marinha
- Comando do Exército
- Comando da Aeronáutica

Entidades vinculadas às Forças Armadas
- Aeronáutica:
  1. Caixa de Financiamento Imobiliário da Aeronáutica
  2. Instituto Histórico-Cultural da Aeronáutica
  3. Centro de Investigação e Prevenção de Acidentes Aeronáuticos
  4. NAV Brasil
- Marinha:
  1. Amazônia Azul Tecnologias de Defesa S.A.
  2. Caixa de Construções de Casas para o Pessoal da Marinha
  3. Empresa Gerencial de Projetos Navais (Emgepron)
- Exército:
  1. Fundação Habitacional do Exército
  2. Fundação Osório
  3. Indústria de Material Bélico do Brasil (Imbel)
  4. Comandos Militares (Amazônia, Leste, Nordeste, Norte, Oeste, Planalto, Sudeste e Sul)
  5. Instituto Militar de Engenharia (vinculado ao Departamento de Ciência e Tecnologia)
  6. Centro de Capacitação Física do Exército e Fortaleza de São João (vinculado ao Departamento de Educação e Cultura do Exército)
  7. Agência de Gestão e Inovação Tecnológica (vinculado ao Departamento de Ciência e Tecnologia)

### Ministério do Desenvolvimento, Indústria, Comércio e Serviços (MDIC)
Órgãos específicos singulares
- Secretaria de Comércio Exterior
- Secretaria de Desenvolvimento Industrial, Inovação, Comércio e Serviços
- Secretaria de Economia Verde, Descarbonização e Bioindústria
- Secretaria da Microempresa e Empresa de Pequeno Porte e do Empreendedorismo
- Secretaria de Competitividade e Política Regulatória

Órgãos colegiados:
- Conselho Nacional de Desenvolvimento Industrial
- Conselho Nacional de Metrologia, Normalização e Qualidade Industrial
- Conselho Nacional das Zonas de Processamento de Exportação
- Conselho Nacional de Fertilizantes e Nutrição de Plantas
- Conselho de Participação em Fundo Garantidor de Operações de Comércio Exterior
- Comitê de Investimentos e Negócios de Impacto
- Comitê para Gestão da Rede Nacional para a Simplificação do Registro e da Legalização de Empresas e Negócios

Entidades vinculadas:
- Autarquias:

1. Instituto Nacional da Propriedade Industrial (INPI)
2. Instituto Nacional de Metrologia, Qualidade e Tecnologia (Inmetro)
3. Superintendência da Zona Franca de Manaus (Suframa)

- Empresa pública

1. Banco Nacional de Desenvolvimento Econômico e Social (BNDES)

### Ministério do Desenvolvimento Agrário e Agricultura Familiar(MDAAF)
Órgãos específicos singulares:
- Secretaria de Agricultura Familiar e Agroecologia
- Secretaria de Governança Fundiária, Desenvolvimento Territorial e Socioambiental
- Secretaria de Abastecimento, Cooperativismo e Soberania Alimentar
- Secretaria de Territórios e Sistemas Produtivos Quilombolas e Tradicionais: Departamento de Reconhecimento, Proteção de Territórios Tradicionais e Etnodesenvolvimento

Órgãos colegiados:
- Comitê Gestor do Garantia-Safra
- Comitê Gestor do Programa de Garantia de Preços para a Agricultura Familiar (PGPAF)
- Câmara Técnica de Destinação e Regularização Fundiária de Terras Públicas Federais Rurais

Entidades vinculadas:
- Autarquia:

1. Instituto Nacional de Colonização e Reforma Agrária (Incra)

- Empresas públicas:

1. Companhia Nacional de Abastecimento (Conab)
2. Companhia de Entrepostos e Armazéns Gerais de São Paulo (CEAGESP)

- Sociedade de economia mista:

1. Centrais de Abastecimento de Minas Gerais S.A. (CeasaMinas)

### Ministério do Desenvolvimento e Assistência Social, Família e Combate à Fome (MDS)
Órgãos específicos singulares
- Secretaria Extraordinária de Combate à Pobreza e à Fome
- Secretaria de Avaliação, Gestão da Informação e Cadastro Único
- Secretaria Nacional de Renda de Cidadania
- Secretaria Nacional de Segurança Alimentar e Nutricional
- Secretaria de Inclusão Socioeconômica
- Secretaria Nacional de Cuidados e Família
- Secretaria Nacional de Assistência Social

Órgão colegiado
- Conselho Nacional de Assistência Social

### Ministério dos Direitos Humanos e Cidadania (MDH)
Órgão de assistência direta e imediata ao Ministro dos Direitos Humanos
- Comissão de Anistia
- Ouvidoria Nacional de Direitos Humanos
- Assessoria Especial de Defesa da Democracia, Memória e Verdade

Órgãos específicos singulares
- Secretaria Nacional dos Direitos da Criança e do Adolescente
- Secretaria Nacional dos Direitos da Pessoa com Deficiência
- Secretaria Nacional de Promoção e Defesa dos Direitos da Pessoa Idosa
- Secretaria Nacional de Promoção e Defesa dos Direitos Humanos
- Secretaria Nacional dos Direitos das Pessoas LGBTQIA+

Órgãos colegiados
- Conselho Nacional dos Direitos Humanos
- Conselho Nacional de Combate à Discriminação
- Conselho Nacional dos Direitos da Criança e do Adolescente
- Conselho Nacional dos Direitos da Pessoa com Deficiência
- Conselho Nacional dos Direitos da Pessoa Idosa
- Comitê Nacional de Prevenção e Combate à Tortura
- Mecanismo Nacional de Prevenção e Combate à Tortura
- Comissão Especial sobre Mortos e Desaparecidos Políticos

### Ministério da Educação(MEC)
Órgãos específicos singulares
- Secretaria de Educação Básica
- Secretaria de Educação Profissional e Tecnológica
- Secretaria de Educação Superior
- Secretaria de Regulação e Supervisão da Educação Superior
- Secretaria de Articulação Intersetorial e com os Sistemas de Ensino
- Secretaria de Educação Continuada, Alfabetização de Jovens e Adultos, Diversidade e Inclusão
- Instituto Benjamin Constant
- Instituto Nacional de Educação de Surdos

Órgãos colegiados
- Conselho Nacional de Educação

Entidades vinculadas
- Autarquias:

1. Fundo Nacional de Desenvolvimento da Educação (FNDE)
2. Instituto Nacional de Estudos e Pesquisas Educacionais Anísio Teixeira (INEP)
3. Universidades Federais (exceto as que não são consideradas fundação pública)
4. Colégio Pedro II
5. Institutos federais de Educação, Ciência e Tecnologia
6. Fundação Universidade Federal de Ciências da Saúde de Porto Alegre
7. Centros Federais de Educação Tecnológica
  1. Centro Federal de Educação Tecnológica de Minas Gerais
  2. Centro Federal de Educação Tecnológica Celso Suckow da Fonseca (Rio de Janeiro)

- Fundações públicas:

1. Fundação Coordenação de Aperfeiçoamento de Pessoal de Nível Superior (CAPES)
2. Fundação Joaquim Nabuco
3. Universidades Federais (somente as que são consideradas fundação pública)

- Empresas públicas:

1. Hospital de Clínicas de Porto Alegre
2. Empresa Brasileira de Serviços Hospitalares

### Ministério do Esporte (ME)
Órgãos específicos singulares
- Secretaria Nacional de Esporte Amador, Educação, Lazer e Inclusão Social
- Secretaria Nacional de Esportes de Alto Desempenho
- Secretaria Nacional de Paradesporto
- Secretaria Nacional de Futebol e Defesa dos Direitos do Torcedor

Órgão colegiado
- Conselho Nacional do Esporte (CNE)

### Ministério da Fazenda(MF)
Órgãos específicos singulares
- Procuradoria-Geral da Fazenda Nacional
- Secretaria Especial da Receita Federal do Brasil
- Secretaria do Tesouro Nacional
- Secretaria de Assuntos Internacionais
- Secretaria de Política Econômica
- Secretaria de Reformas Econômicas

Órgãos colegiados
- Conselho Monetário Nacional (CMN)
- Conselho Nacional de Política Fazendária (CNPF)
- Conselho de Recursos do Sistema Financeiro Nacional (CRSFN)
- Conselho Nacional de Seguros Privados
- Conselho de Recursos do Sistema Nacional de Seguros Privados, de Previdência Privada Aberta e de Capitalização
- Conselho Administrativo de Recursos Fiscais (CARF)
- Comitê Brasileiro de Nomenclatura
- Comitê de Avaliação e Renegociação de Créditos ao Exterior
- Comitê de Coordenação Gerencial das Instituições Financeiras Públicas Federais
- Comitê Gestor do Simples Nacional
- Conselho Diretor do Fundo PIS-Pasep
- Conselho Curador do Fundo de Compensação de Variações Salariais

Entidades vinculadas
- Autarquias:

1. Comissão de Valores Mobiliários (CVM)
2. Superintendência de Seguros Privados (SUSEP)

- Empresas públicas:

1. Casa da Moeda do Brasil (CMB)
2. Serviço Federal de Processamento de Dados (Serpro)
3. Caixa Econômica Federal (CEF)
4. Empresa Gestora de Ativos (Emgea)
5. Agência Brasileira Gestora de Fundos Garantidores e Garantias S.A. (ABGF)

- Sociedades de economia mista:

1. Banco do Brasil (BB)
2. Banco da Amazônia (BASA)
3. Banco do Nordeste (BNB)

### Ministério da Gestão e da Inovação em Serviços Públicos (MGI)
Órgãos específicos singulares:
- Secretaria Extraordinária para a Transformação do Estado
- Secretaria de Gestão e Inovação
- Secretaria de Governo Digital
- Secretaria de Gestão de Pessoas e de Relações de Trabalho
- Secretaria de Coordenação e Governança das Empresas Estatais
- Secretaria do Patrimônio da União (SPU)
- Secretaria de Gestão Corporativa
- Arquivo Nacional

Órgão colegiado:
- Conselho Nacional de Arquivos

Entidades vinculadas
- Empresa pública:

1. Empresa de Tecnologia e Informações da Previdência (Dataprev)

- Fundações:

1. Escola Nacional de Administração Pública (Enap)
2. Fundação de Previdência Complementar do Servidor Público Federal do Poder Executivo (Funpresp-Exe)

### Ministério da Integração e do Desenvolvimento Regional (MIDR)
Órgãos específicos singulares:
- Secretaria Nacional de Proteção e Defesa Civil
- Secretaria Nacional de Segurança Hídrica
- Secretaria Nacional de Políticas de Desenvolvimento Regional e Territorial
- Secretaria Nacional de Fundos e Instrumentos Financeiros

Órgãos colegiados
- Conselho Nacional de Proteção e Defesa Civil (Conpdec)
- Conselho Nacional de Recursos Hídricos
- Conselho Administrativo da Região Integrada de Desenvolvimento do Polo Petrolina e Juazeiro (Coaride Petrolina e Juazeiro)
- Conselho Administrativo da Região Integrada de Desenvolvimento da Grande Teresina (Coaride da Grande Teresina)
- Conselho Administrativo da Região Integrada de Desenvolvimento do Distrito Federal e Entorno (Coaride)

Entidades vinculadas
- Autarquias:

1. Superintendência do Desenvolvimento da Amazônia (Sudam)
2. Superintendência do Desenvolvimento do Nordeste (Sudene)
3. Superintendência do Desenvolvimento do Centro-Oeste (Sudeco)
4. Departamento Nacional de Obras Contra as Secas (Dnocs)
5. Agência Nacional de Águas e Saneamento Básico (ANA)

- Empresa pública

1. Companhia de Desenvolvimento dos Vales do São Francisco e do Parnaíba (Codevasf)

### Ministério da Igualdade Racial (MIR)
Órgãos específicos singulares
- Secretaria de Gestão do Sistema Nacional de Promoção da Igualdade Racial
- Secretaria de Políticas de Ações Afirmativas, Combate e Superação do Racismo
- Secretaria de Políticas para Quilombolas, Povos e Comunidades Tradicionais de Matriz Africana, Povos de Terreiros e Ciganos

Órgão colegiado:
- Conselho Nacional de Promoção da Igualdade Racial (CNPIR)

### Ministério da Justiça e Segurança Pública(MJSP)
Órgãos específicos singulares
- Secretaria Nacional de Justiça
- Secretaria Nacional do Consumidor
- Secretaria Nacional de Políticas sobre Drogas e Gestão de Ativos
- Secretaria Nacional de Segurança Pública
- Secretaria Nacional de Políticas Penais
- Secretaria Nacional de Assuntos Legislativos
- Secretaria de Acesso à Justiça
- Polícia Federal
- Polícia Rodoviária Federal

Órgãos colegiados
- Conselho Federal Gestor do Fundo de Defesa dos Direitos Difusos
- Conselho Nacional de Combate à Pirataria e Delitos contra a Propriedade Intelectual
- Conselho Nacional de Políticas sobre Drogas
- Conselho Nacional de Política Criminal e Penitenciária
- Conselho Nacional de Segurança Pública e Defesa Social
- Conselho Gestor do Fundo Nacional de Segurança Pública
- Conselho Nacional de Imigração
- Comitê Nacional para os Refugiados
- Conselho Nacional de Política Indigenista

Entidades vinculadas
- Conselho Administrativo de Defesa Econômica (CADE)
- Autoridade Nacional de Proteção de Dados (ANPD)

### Ministério de Minas e Energia(MME)
Órgãos específicos singulares
- Secretaria Nacional de Transição Energética e Planejamento
- Secretaria de Energia Elétrica
- Secretaria de Petróleo, Gás Natural e Biocombustíveis
- Secretaria de Geologia, Mineração e Transformação Mineral

Órgãos colegiados
- Conselho Nacional de Política Mineral
- Comitê de Monitoramento do Setor Elétrico
- Grupo Coordenador de Conservação de Energia Elétrica do Programa Nacional de Conservação de Energia Elétrica
- Comitê Gestor de Indicadores e Níveis de Eficiência Energética
- Comitê Gestor de Eficiência Energética
- Comitê da Política Nacional de Biocombustíveis
- Comitê Técnico Integrado para o Desenvolvimento do Mercado de Combustíveis, demais Derivados de Petróleo e Biocombustíveis
- Comitê Gestor do Pró-Amazônia Legal

Entidades vinculadas
- Autarquias:

1. Agência Nacional de Mineração (ANM)
2. Agência Nacional do Petróleo, Gás Natural e Biocombustíveis (ANP)
3. Agência Nacional de Energia Elétrica (ANEEL)
4. Autoridade Nacional de Segurança Nuclear (ANSN)

- Empresas públicas:

1. Empresa Brasileira de Participações em Energia Nuclear e Binacional S.A (ENBPar)
2. Companhia de Pesquisa de Recursos Minerais (CPRM)
3. Empresa de Pesquisa Energética (EPE)
4. Empresa Brasileira de Administração de Petróleo e Gás Natural S.A. - Pré-Sal Petróleo S.A. (PPSA)

- Sociedades de economia mista:

1. Petróleo Brasileiro S.A. (Petrobras)
2. Nuclebrás Equipamentos Pesados S.A. (Nuclep)

### Ministério do Meio Ambiente(MMA)
Órgãos específicos singulares
- Secretaria de Biodiversidade  Florestas e Direitos Animais
- Secretaria do Meio Ambiente Urbano e Qualidade Ambiental
- Secretaria Nacional de Mudança do Clima
- Secretaria Nacional de Bioeconomia
- Secretaria Nacional de Povos e Comunidades Tradicionais e Desenvolvimento Rural Sustentável
- Secretaria Extraordinária de Controle do Desmatamento e Ordenamento Ambiental Territorial
- Serviço Florestal Brasileiro

Órgãos colegiados
- Conselho Nacional do Meio Ambiente (CONAMA)
- Conselho Deliberativo do Fundo Nacional do Meio Ambiente
- Conselho de Gestão do Patrimônio Genético
- Comissão Nacional de Florestas (CONAFLOR)
- Comitê Gestor do Fundo Nacional sobre Mudança do Clima
- Comissão Nacional para REDD+
- Comissão Executiva para o Controle do Desmatamento Ilegal e Recuperação da Vegetação Nativa
- Comitê Gestor do Fundo Nacional para Repartição de Benefícios
- Comissão Nacional de Combate à Desertificação (CNCD)
- Comissão Nacional de Biodiversidade
- Conselho Nacional de Recursos Hídricos
- Comissão de Gestão de Florestas Públicas
- Conselho Nacional de Mudança do Clima (CNMC)
- Conselho Nacional dos Povos e Comunidades Tradicionais (CNPCT)

Entidades vinculadas
- Instituto Brasileiro do Meio Ambiente e dos Recursos Naturais Renováveis (IBAMA)
- Instituto Chico Mendes de Conservação da Biodiversidade (ICMBio)
- Instituto de Pesquisas Jardim Botânico do Rio de Janeiro (JBRJ)
- Agência Nacional de Águas e Saneamento Básico (ANA)

### Ministério das Mulheres (MM)
Órgãos específicos singulares
- Secretaria Nacional de Articulação Institucional, Ações Temáticas e Participação Política
- Secretaria Nacional de Autonomia Econômica: Diretoria de Segurança de Trabalho e Renda
- Secretaria Nacional de Enfrentamento à Violência Contra Mulheres: Diretoria de Proteção de Direitos

Órgão colegiado:
- Conselho Nacional dos Direitos das Mulheres (CNDM)

### Ministério da Pesca e Aquicultura
Órgãos específicos singulares:
- Secretaria Nacional de Aquicultura
- Secretaria Nacional de Pesca Artesanal
- Secretaria Nacional de Pesca Industrial
- Secretaria Nacional de Registro, Monitoramento e Pesquisa

Unidades descentralizadas: Superintendências Federais de Pesca e Aquicultura nos Estados; e
Órgão colegiado:
- Conselho Nacional de Aquicultura e Pesca (CONAPE)

### Ministério do Planejamento e Orçamento (MPO)
- Órgãos específicos singulares
- Secretaria Nacional de Planejamento
- Secretaria de Orçamento Federal
- Secretaria de Assuntos Internacionais e Desenvolvimento
- Secretaria de Monitoramento e Avaliação de Políticas Públicas e Assuntos Econômicos
- Secretaria de Articulação Institucional

Órgãos colegiados:
- Comissão Nacional de Cartografia (Concar)
- Comissão Nacional de Classificação (Concla)

Entidades vinculadas
- Instituto Brasileiro de Geografia e Estatística (IBGE)
- Instituto de Pesquisa Econômica Aplicada (Ipea)

### Ministério dos Portos e Aeroportos(MPA)
Órgãos específicos singulares:
- Secretaria Nacional de Aviação Civil
- Secretaria Nacional de Portos e Transportes Aquaviários

Órgãos colegiados:
- Conselho Diretor do Fundo da Marinha Mercante (CDFMM)
- Comissão Nacional das Autoridades nos Portos (Conaportos)
- Comissão Nacional de Autoridades Aeroportuárias (Conaero)
- Conselho de Aviação Civil (Conac)

Entidades vinculadas:
- Autarquias:

1. Agência Nacional de Transportes Aquaviários (Antaq)
2. Agência Nacional de Aviação Civil (Anac)

- Empresas públicas:

1. Empresa Brasileira de Infraestrutura Aeroportuária (Infraero)
2. Companhia Docas do Ceará (CDC)
3. Companhia das Docas do Estado da Bahia (Codeba)
4. Companhia Docas do Pará (CDP)
5. Companhia Docas do Rio Grande do Norte (Codern)
6. PortosRio (CDRJ)
7. Autoridade Portuária de Santos S.A.

### Ministério dos Povos Indígenas(MPI)
Órgãos específicos singulares
- Secretaria de Direitos Ambientais e Territoriais Indígenas[3]
- Secretaria de Gestão Ambiental e Territorial Indígena
- Secretaria de Articulação e Promoção de Direitos Indígenas

Órgãos colegiados
- Conselho Nacional de Política Indigenista - CNPI

Entidade vinculada
- Fundação Nacional dos Povos Indígenas - Funai

### Ministério da Previdência Social(MPS)
Órgãos específicos singulares
- Secretaria de Regime Geral de Previdência Social
- Secretaria de Regime Próprio e Complementar

Órgãos colegiados
- Conselho Nacional de Previdência Social
- Conselho de Recursos da Previdência Social
- Conselho Nacional de Previdência Complementar
- Câmara de Recursos da Previdência Complementar

Entidades vinculadas
- Instituto Nacional do Seguro Social (INSS)
- Superintendência Nacional de Previdência Complementar (Previc)

### Ministério das Relações Exteriores(MRE/Itamaraty)
O conjunto de órgãos do Ministério no Brasil denomina-se Secretaria de Estado das Relações Exteriores. A Secretaria de Controle Interno é um dos órgãos de assistência direta e imediata ao Ministro de Estado das Relações Exteriores.
Órgão central de direçãoː
- Secretaria-Geral das Relações Exteriores

Órgãos de assistência direta e imediataː
- Assessoria Especial de Planejamento Diplomático
- Assessoria de Participação Social e Diversidade
- Assessoria Especial de Comunicação Social
- Assessoria Especial de Assuntos Parlamentares e Federativos
- Secretaria de Controle Interno
- Consultoria Jurídica

Órgãos de assessoria ao Secretário-Geral
- Gabinete do Secretário-Geral
- Instituto Rio Branco
- Ouvidoria do Serviço Exterior
- Corregedoria do Serviço Exterior
- Cerimonial
- Agência Brasileira de Cooperação
- Secretaria de América Latina e Caribe
- Secretaria de Europa e América do Norte
- Secretaria de África e de Oriente Médio
- Secretaria de Ásia e Pacífico
- Secretaria de Assuntos Econômicos e Financeiros
- Secretaria de Assuntos Multilaterais Políticos
- Secretaria de Promoção Comercial, Ciência, Tecnologia, Inovação e Cultura
  - Instituto Guimarães Rosa
- Secretaria de Comunidades Brasileiras e Assuntos Consulares e Jurídicos
- Secretaria de Clima, Energia e Meio Ambiente
- Secretaria de Gestão Administrativa

Unidades descentralizadas
- Escritórios de Representação
- Comissões Brasileiras Demarcadoras de Limites

Órgãos no exterior
- Missões Diplomáticas permanentes (Embaixadas, Missões e Delegações Permanentes)
- Repartições Consulares (Consulados-Gerais, Consulados, Vice-Consulados e Consulados Honorários)
- Unidades Específicas

Órgãos de deliberação coletiva
- Comissão de Promoções

Entidade vinculada
- Fundação Alexandre de Gusmão (FUNAG)

### Ministério do Trabalho e Emprego (MTE)
Órgãos específicos singulares:
- Secretaria de Inspeção do Trabalho
- Secretaria de Proteção ao Trabalhador
- Secretaria de Relações do Trabalho
- Secretaria de Qualificação e Fomento à Geração de Emprego e Renda
- Secretaria Nacional de Economia Popular e Solidária

Unidades descentralizadas: Superintendências Regionais do Trabalho;
Órgãos colegiados:
- Conselho Nacional do Trabalho
- Conselho Curador do Fundo de Garantia do Tempo de Serviço
- Conselho Deliberativo do Fundo de Amparo ao Trabalhador
- Comissão Tripartite Paritária Permanente
- Conselho Nacional de Economia Solidária

Entidades vinculadas:
- Fundação:

1. Fundação Jorge Duprat Figueiredo de Segurança e Medicina do Trabalho (Fundacentro)

### Ministério dos Transportes(MT)
Órgãos específicos singulares
- Secretaria Nacional de Transporte Rodoviário
- Secretaria Nacional de Transporte Ferroviário
- Secretaria Nacional de Trânsito

Órgãos colegiados
- Conselho Nacional de Trânsito (Contran)
- Comissão Nacional de Autoridades de Transportes Terrestres (Conatt)

Entidades vinculadas
- Autarquias:

1. Departamento Nacional de Infraestrutura de Transportes (DNIT)
2. Agência Nacional de Transportes Terrestres (ANTT)

- Empresas públicas:

1. Infra S.A.

### Ministério da Saúde(MS)
Órgãos de assistência direta e imediata
- Auditoria-Geral do Sistema Único de Saúde
- Diretoria-Executiva do Fundo Nacional de Saúde
- Departamento de Gestão Hospitalar no Estado do Rio de Janeiro
  - Hospitais Federais do Rio de Janeiroː Hospital Federal de Ipanema, Hospital Federal da Lagoa, Hospital Federal do Andaraí, Hospital Federal Cardoso Fontes, Hospital Federal dos Servidores do Estado e Hospital Federal de Bonsucesso.

Órgãos específicos singulares
- Secretaria de Atenção Primária à Saúde
- Secretaria de Atenção Especializada à Saúde

1. Instituto Nacional de Câncer José Alencar Gomes da Silva
2. Instituto Nacional de Cardiologia
3. Instituto Nacional de Traumatologia e Ortopedia Jamil Haddad

- Secretaria de Ciência, Tecnologia, Inovação e Complexo da Saúde
- Secretaria de Vigilância em Saúde e Ambiente
  1. Instituto Evandro Chagas
  2. Centro Nacional de Primatas
- Secretaria de Saúde Indígena
- Secretaria de Gestão do Trabalho e da Educação na Saúde
- Secretaria de Informação e Saúde Digital

Órgãos colegiados
- Conselho Nacional de Saúde
- Conselho de Saúde Suplementar
- Comissão Nacional de Incorporação de Tecnologias no Sistema Único de Saúde (CONITEC)

Entidades vinculadas
- Autarquias:

1. Agência Nacional de Vigilância Sanitária (Anvisa)
2. Agência Nacional de Saúde Suplementar (ANS)

- Fundações públicas:

1. Fundação Nacional de Saúde (Funasa)
2. Fundação Oswaldo Cruz (Fiocruz)

- Empresas públicas:

1. Empresa Brasileira de Hemoderivados e Biotecnologia (Hemobrás)
2. Hospital Nossa Senhora da Conceição S.A. (Grupo Hospitalar Conceição, de Porto Alegre: Hospital da Criança Conceição, Hospital Cristo Redentor, Hospital Fêmina e Hospital Nossa Senhora da Conceição)

### Ministério do Turismo(MTur)
Órgãos específicos singulares
- Secretaria Nacional de Planejamento, Sustentabilidade e Competitividade no Turismo
- Secretaria Nacional de Infraestrutura, Crédito e Investimentos no Turismo

Órgãos colegiados
- Conselho Nacional de Turismo
- Comitê Interministerial de Facilitação Turística
- Comitê Interministerial de Gestão Turística do Patrimônio Mundial
- Comitê Consultivo do Cadastro Nacional dos Prestadores de Serviços Turístico

Serviço social autônomo
- Agência Brasileira de Promoção Internacional do Turismo

### Autarquia federal autônoma

#### Banco Central do Brasil(BACEN)
- Departamento de Operações de Mercado Aberto do Banco Central (DEMAB)
- Procuradoria-Geral do Banco Central (PGBC)
- Museu de Valores do Banco Central
- Relatório de Mercado Focus

## Poder Judiciário

### Órgãos Administrativos
- Conselho Nacional de Justiça (CNJ)
- Conselho da Justiça Federal (CJF)
- Conselho Superior da Justiça do Trabalho (CSJT)

### Suprema corte
- Supremo Tribunal Federal (STF)

### Tribunais superiores
- Tribunal Superior do Trabalho (TST)
- Superior Tribunal Militar (STM)
- Tribunal Superior Eleitoral (TSE)
- Superior Tribunal de Justiça (STJ)

### Tribunais de segunda instância
- Tribunais Regionais do Trabalho
- Tribunais Regionais Eleitorais
- Tribunais Regionais Federais
  - TRF da 1ª Região
  - TRF da 2ª Região
  - TRF da 3ª Região
  - TRF da 4ª Região
  - TRF da 5ª Região

### Tribunais de primeira instância
- Tribunais do Trabalho
- Tribunais Eleitorais
- Tribunais Federais
- Tribunais Militares

### Outros tribunais
- Tribunal de Justiça do Distrito Federal e dos Territórios (TJDFT)

## Órgãos Independentes

### Ministério Público da União(MPU)
- Conselho Nacional do Ministério Público (CNMP)
- Ministério Público Federal (MPF)
- Ministério Público do Trabalho (MPT)
- Ministério Público Militar (MPM)
- Ministério Público de Contas (MPC)